# Петър Ников
Петър Ников Попов е български историк, професор в Софийския университет. Следва история и византология в Мюнхен и Виена от 1904 до 1912 година. Доктор по философия на Виенския университет от 1912.

## Биография
Роден е в 1884 година в семейството на Нико Попов. Гимназиален учител във Варна в 1915 - 1920 година. Редовен доцент по история в Софийския университет през 1920 - 1923. Извънреден (1923 - 1935) и редовен професор (1935 - 1938). Като редовен професор завежда катедрата по българска история. Декан на Историко-филологическия факултет в годините 1931 -1932 и 1937-1938. Председател на Българското историческо дружество (1935 - 1938). Дописен (от 1923) и редовен член на БАН (1937). Секретар на Историко-филологическия клон на БАН (1937 - 1938). Член на Българския археологически институт от 1933. Член е на Македонския научен институт.

## Памет
На Петър Ников е наречена улица в квартал „Надежда II“ в София (Карта).